# Здание Царицынской пожарной команды
Здание первой пожарной части города Царицына — памятник архитектуры Царицына XIX века регионального значения. Расположен в Центральном районе города Волгограда по адресу: ул. Коммунистическая, 5.

## История

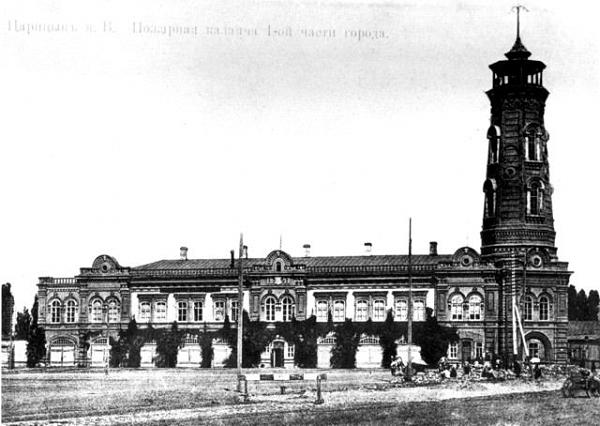
Здание в первоначальном виде

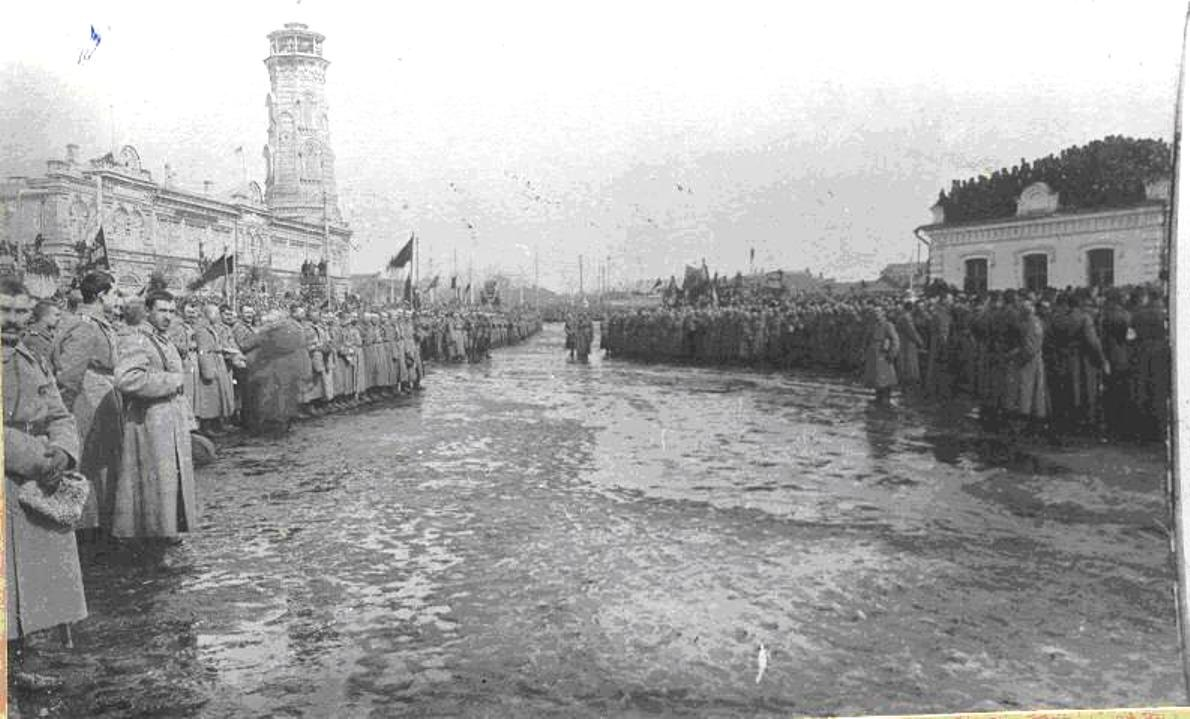
Митинг 1918 год.

До революции в Царицыне имелось несколько зданий пожарных частей. Две из них сохранились до наших дней (вторая — в Ворошиловском районе).
В 1891 году было принято решение о строительстве пожарной части, а в 1897 году здание введено в эксплуатацию, о чём свидетельствует надпись на фасаде здания.
Во время Сталинградской битвы здание было повреждено. По некоторым сведениям каланча со здания была убрана ещё до войны, в 1930-е годы.
Восстановлено в 1950-х годах без каланчи.
В 1995 году после пожара здание восстановлено в первоначальном виде.

## Современное положение
Уже давно здание не используется по прямому назначению. В разное время здесь размещались: первая городская библиотека, ломбард, спортивный центр, банк.  Затем в его стенах открылись:
- Волгоградавтодор ОГУП;
- Волгоградское Представительство Аппарата Полномочного Представителя Президента Российской Федерации в Южном Федеральном Округе по Волгоградской Обл.;
- Управление Автомобильных Дорог Администрации Волгоградской области.

В 2016 году руководством региона было приняло решение о передаче здания областному краеведческому музею. После завершения ремонтно-реставрационных работ, в ходе которых максимально сохранен исторический облик знаменитого архитектурного объекта и на площади больше 900 квадратных метров сделана полная перепланировка помещений, к концу 2019 года разместятся самые ценные и интересные экспозиции. Смотровая площадка пожарной каланчи с прекрасным видом на Волгоград должна стать финальной частью экскурсии по краеведческому музею.

## Интересные факты
- в фильме Сталинград 2013 года некоторые сцены происходят в здании Царицынской пожарной части. В фильме здании ошибочно изображено с каланчой (демонтирована в 1930-е годы, восстановлена в 1995 году).
- На фасаде сохранился компиляция гербов Саратовской губернии и Царицына, выполненной тычковой кирпичной кладкой.
- В этом здании 23 июня 1900 года открылась первая публичная библиотека Царицына.[2]